# سانجی کاپور
سانجی کاپور (انگلیسی: Sanjay Kapoor) یک هنرپیشه اهل هند است. وی از سال ۱۹۹۵ میلادی تاکنون مشغول فعالیت بوده‌است
از فیلم‌ها یا برنامه‌های تلویزیونی که وی در آن نقش داشته‌است می‌توان به شاید فردایی نباشد اشاره کرد.

## فیلم‌شناسی
فهرست برخی از فیلم‌هایی که سانجای کاپور در آنها به ایفای نقش پرداخته‌است:
- شاید فردایی نباشد
- وجدان: بیداری روح
- آزار
- شاهزاده
- قیامت
- قدرت
- خانه وحشت
- خوشبختی تصادفی
- محبت
- مبارک
- پادشاه
- عملیات مریخ
- عامل زویا
- داستان شهوت
- رستم کوچولو
- ناشناس
- تفکر
- جاگو
- قتل مبارک